# 海丰农村商业银行
海丰农村商业银行是汕尾市的一家农村商业银行，也是海丰县内唯一本地法人银行，原为海丰县农村信用合作社联社。现由深圳农村商业银行控股经营。网点覆盖全县各镇（包括深汕特别合作区的四个街道）。

## 历史
海丰县的农村信用社始创于1952年，当年试办龙山粉围村信用互助组，为全县第一个信用合作组织。
1958年10月人民公社成立后，乡信用社与当地银行营业所合并为公社信用部，归人民公社管理，资金由公社统一使用。
此后，信用社的机构设置随政策和行政区域的调整而变动，至1973年方基本稳定。
1984年6月成立海丰县农村信用合作社联合社，1986年在县城开设联社营业部对外办理存、贷款业务，对基层社进行资金余缺调剂。
1996年12月30日，海丰县联社与农业银行脱离行政隶属关系，由汕尾市农村金融体制改革领导小组办公室领导和管理。
1997年11月县联社搬迁进现址营业。广东农信成立后，改归其管理。
2018年10月，根据广东省政府关于全面推进农村商业银行组建工作的部署，深圳农村商业银行承接并积极推进帮扶海丰县联社的改制农商行工作。
2019年10月14日，海丰县联社正式改组为广东海丰农村商业银行并挂牌开业。

经三年准备，自2021年4月起，海丰农商银行正式脱离广东农信系统，开始使用深圳农商行系统对客营业，并支持ATM系统与深圳农商行的通存通兑

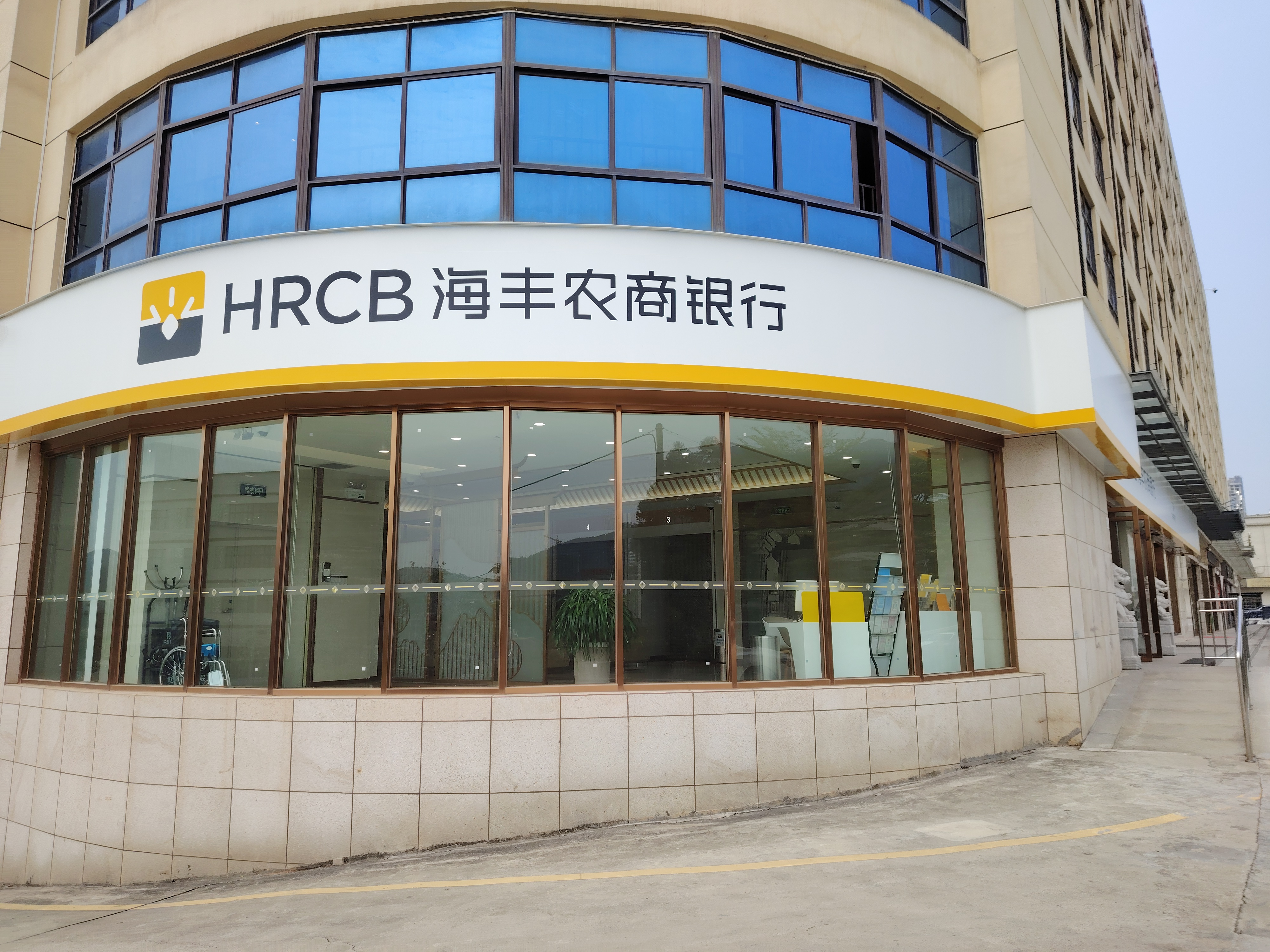
深汕区支行